# The Vikings
The Vikings er en dansk dokumentarfilm.
Filmen, som formentlig er produceret af Danmarks Turistråd, er uden årstal.

## Handling
Vikingetiden genskabes og levendegøres med aktører i kostumer og historiske settings. Et festmåltid tilberedes og fortæres i et langhus. Vikingerne går herefter i bådene og sejler på togt.